# Majengo (Meru)
Majengo ist ein Verwaltungsbezirk (Ward) des Distrikts Meru in der tansanischen Region Arusha.

## Geografie
Majengo liegt im Norden von Tansania, etwa 40 Kilometer südöstlich der Regionshauptstadt Arusha. Der Bezirk hat eine Fläche von 75 Quadratkilometern. Bei der Volkszählung 2022 lebten hier 6570 Menschen in 1536 Haushalten.

## Gliederung
Der Bezirk besteht aus drei Gemeinden (Mtaa) mit neun Orten (Kitongoji):
| Kaloleni - Ewasi - Kaloleni - Bondeni | Majengo Kati - Majengo Kati - Olmara - Huduma | Engatani - Engatani - Mtoni - Majengo Dipu |

## Wirtschaft und Infrastruktur
- Gesundheit: In Majengo gibt es eine staatliche Apotheke, die auch kleine chirurgische Eingriffe durchführt.[6]